# 키루루
키루루(キルル)는 고대 케론군이 개발한 고대의 최종병기이다. 케론인의 외형상을 하고 있지만 케론인은 아니다. 총 3대가 존재한다.

## 인물
고대 케론군이 개발한 궁극의 최종병기로 지금까지 128개의 행성을 멸망시켰으나 우주 워싱턴 조약에 의해 사용금지된 생물 무기이다.

### 키루루 1호기
```
최종병기 키루루 제1호기는 불안감,불신감,적대감,질투심등을 조성해 침략 행성의 원주민의 전투 의지를 상실하게 해서 고립시키는 것을 목적으로 한다.
```

- 1호기 키루루의 외모

외모는 케론인 외모로 채색은 하얀색이다. 배와 입주변은 검고 입이 없다. 배와 이마의 마크는 빨간색의 X자다. 오른팔에는 이상한 팔찌를 달고 있다. 팔찌에는 동그란 공이 달려있다.
- 1호기 키루루의 능력

1호기 키루루는 사람들에게 X자 표식을 달수있다. 이 X자 표식은 타인에게도 달아줄수도 있으며 X자 표식이 달려 있는 사람끼리 초능력으로 소통이 가능하다. 하지만 이 X자는 키루루가 안좋은 말들만 들리게해 사람들 사이에 불신,질투,적대,원망,분노,고통,불안,무기력 등의 마이너스 감정을 이끌어내 그것을 흡수한다. 또한 모든공격이 전혀 통하지 않는다
- 1호기 키루루,진화

1호기 키루루는 사람들은 마이너스 에너지를 계속 흡수해 일정치가 되면 1차 진화를 한다. 진화가 완료되면 몸은 엄청나게 거대해지나 발이 무척 짧아진다.
팔 역시 무식하게 길어지며 2갈래로 갈라진 긴 꼬리가 생긴다. 2차 진화까지 필요한 마이너스 에너지를 흡수시 2차 진화를 한다. 2차 진화시 기둥으로 변해 고정되며 촉수가 뻗어나가고 하늘에 보라색 막이 펼쳐지며 분열을 거듭하여 행성을 파괴한다.
- 1호기 키루루, 봉인 시스템

이름은 미라라, 키루루 1호기의 봉인 시스템으로 과거 외계인의 고대무기를 타고 다닌다. 키루루를 봉인할 자격이 있는 자를 찾아가 시험을 한 후 자격이 있으면 정체를 드러내고 열쇠로 변신한다. 다른 케론인과는 다르게 옷을 입고 하늘을 날아 다닌다.

### 키루루 2호기
```
최종병기 키루루 2호기는 침략 행성을 무력으로 파괴하는 것을 목적으로 한다.
```

- 전체적으로는 1호기와 비슷하나 눈이 약간 째졌고 X표의 끝부분이 더욱 날카로워졌다. 꼬리가 보이지 않는다.
- 힘이 매우 세다.

케론성의 이웃이라고 할 수 있는 마론성의 두 마론인이 물리친다.
물 속에서 진화하고 있던 키루루 에너지가 바다의 배에 의한 파동에 분노하여 깨어난다.
무력으로 배를 들어올려 던지려다가 마론인의 힘에 의해 물이 스며들어 시스템이 망가지고 만다.

### 키루루 3호기
```
최종병기 키루루 3호기는 침략 행성을 완벽하게 지배하는 지배자를 만드는 것을 목적으로 하고 있다.
```

- 키루루 3호기의 외모

거대한 공중도시 모양.윗부분의 반은 마추픽추,나머지 반은 나스카의 지상화의 모습이다. 밑바닥에는 키루루를 상징하는 X자가 그려져 있다.
- 키루루 3호기 능력

키루루 시스템 전원 스위치를 누른 자와 똑같은 모습으로 완전한 지배자를 만든다.
- 키루루 3호기 진화

키루루 3호기는 초거대 OOO상과 연결되어 강력한 파괴력을 자랑한다.
- 키루루 3호기 봉인 시스템

이름은 미루루, 쿠루루만큼 해킹을 잘 한다. 인간으로 변신 할 수 있으며 변신한 후 이름은 나스카이다. 키루루가 만들어낸 완전한 지배자를 옆에서 지켜보는 것이 목적이다.

### 그외의 키루루들
- 키루루.(닷)- 불량품

애니판 124화(한국판)에서 벼락을 맞은 침략 기한 카운터가 열리면서 키루루.(닷)이 나왔다.
키루루.(닷)은 다른 키루루 와는 다르게 X가 아니라 보라색 삼각형으로 상대방의 우유부단 에너지를 흡수하여 성장한다.
다른 키루루와 다르게 성격이 온순하고 케로로를 잘 따른다.
외모는 하얀색 외모에 배와 얼굴(눈까지)는 아주 연한 회색이며 다른 키루루와 다르게 입이 있다. 붉은 X 위에 붉은 점이 하나 찍혀 있다.
- 1052(X-52,텐오십이라고 읽는다, 양산형)

불량품 키루루 .(닷)대신에 지구를 침략하라고 케론군 본부가 가져온 키루루
상대방의 질투, 불신감, 트라우마 등의 안 좋은 감정을 이용하여 상대방을 조종한다.
외모는 검은색 채색에 눈은 초록색, 배는 흰색이다.  둥근 원 안에 X가 있다.
- X-55

케론군 본부가 케로로 소대에게 크리스마스 선물이라고 보낸 키루루
갓 케론마저 이길 정도로 강하다.
손에서 칼이 나오고 방어막을 칠 수 있으며 칼에서 확산 빔이 나온다.
그러나 모아의 (캐롤)아마겟돈에 의해 작동 정지하고 시스템 재가동 이후 얼굴이 도넛처럼 변하고 진짜 크리스마스 선물인 스모모 인형이 나왔다.
- 키루루 시험제품

오노노 소위가 들고온 키루루. 원래 시험제품이었으나 오노노 소위가 탄 우주선의 연료가 바닥나면서 자동수면모드에 들어가버리는 바람에 박물관에 들어가야 할 정도로 퇴물이 되었다. 하지만 오노노 소위가 먼 과거에 내려진 명령을 완수하기 위해 작동시켰다. 작동하자 키루루 1호기의 최종진화형태 비슷하게 변하며 세뇌전파를 발산, 케로로소대를 적극적으로 침략하게 나서게 하였다.그런 침략방식을 반대한 오노노 소위가 파괴한다.